# Begraafplaats Huis te Vraag

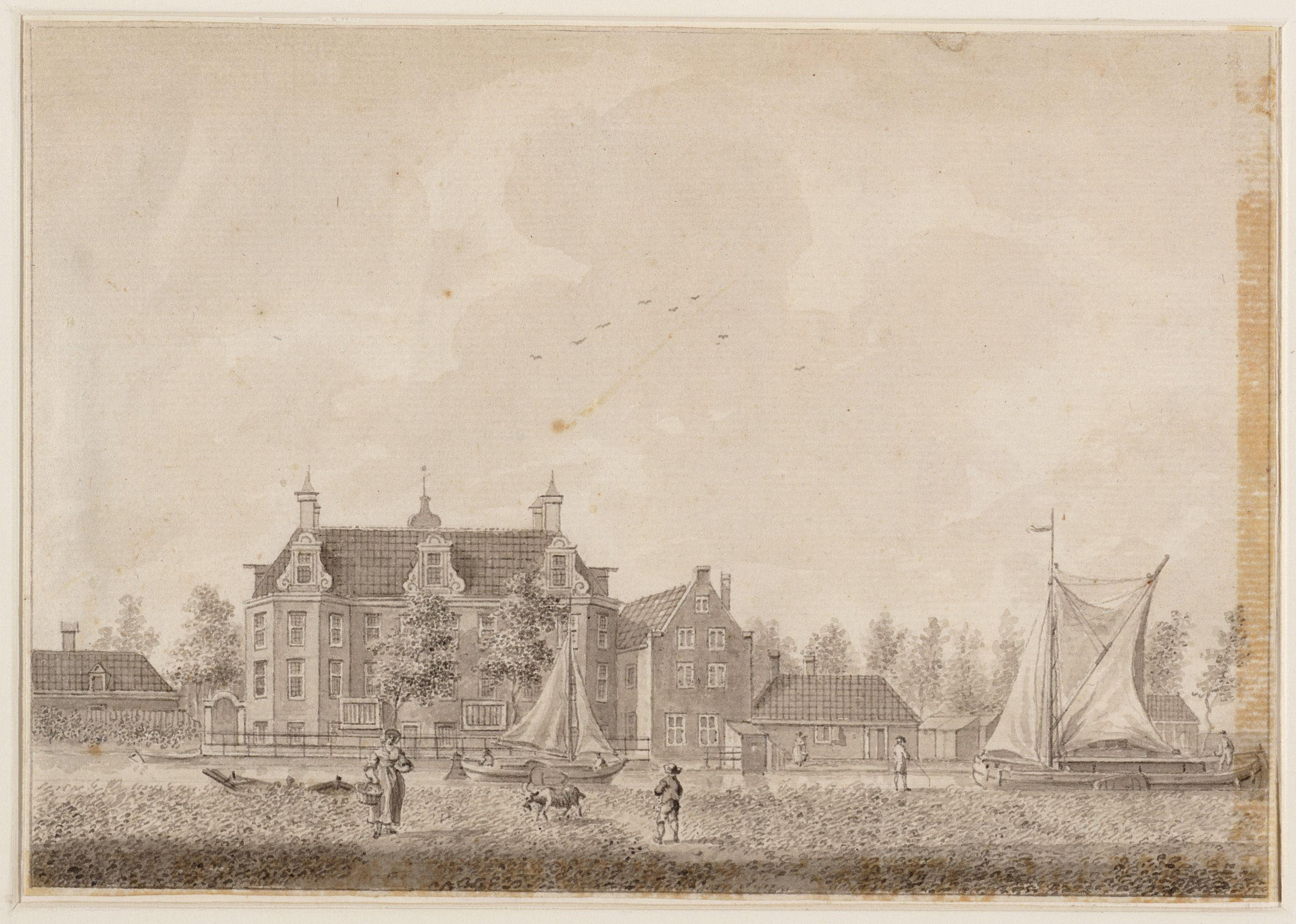
'Huis Te Vraag', gezien van de overzijde van de Schinkel naar de Sloterweg; circa 1770-1790

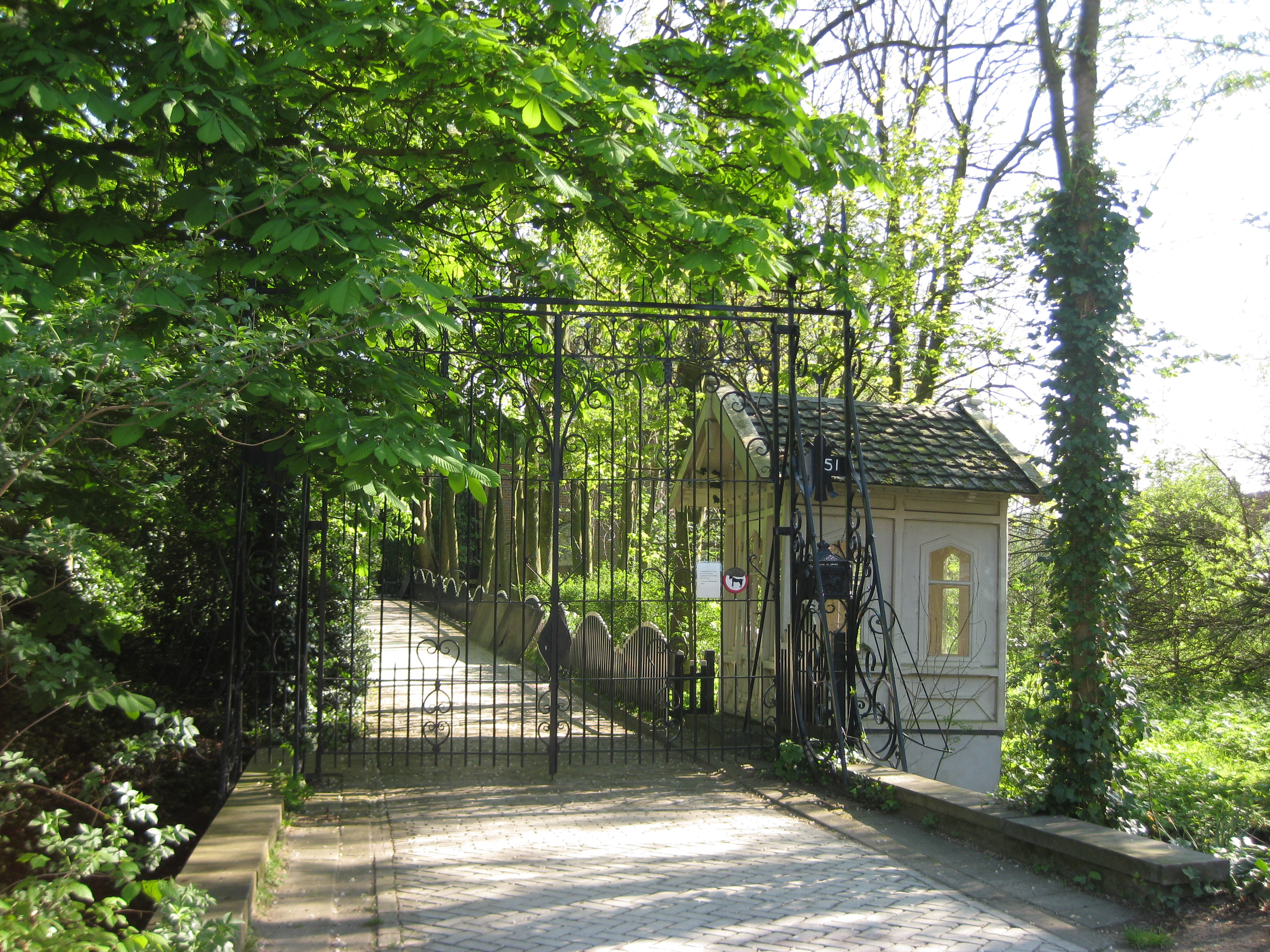
Huis te Vraag in 2014

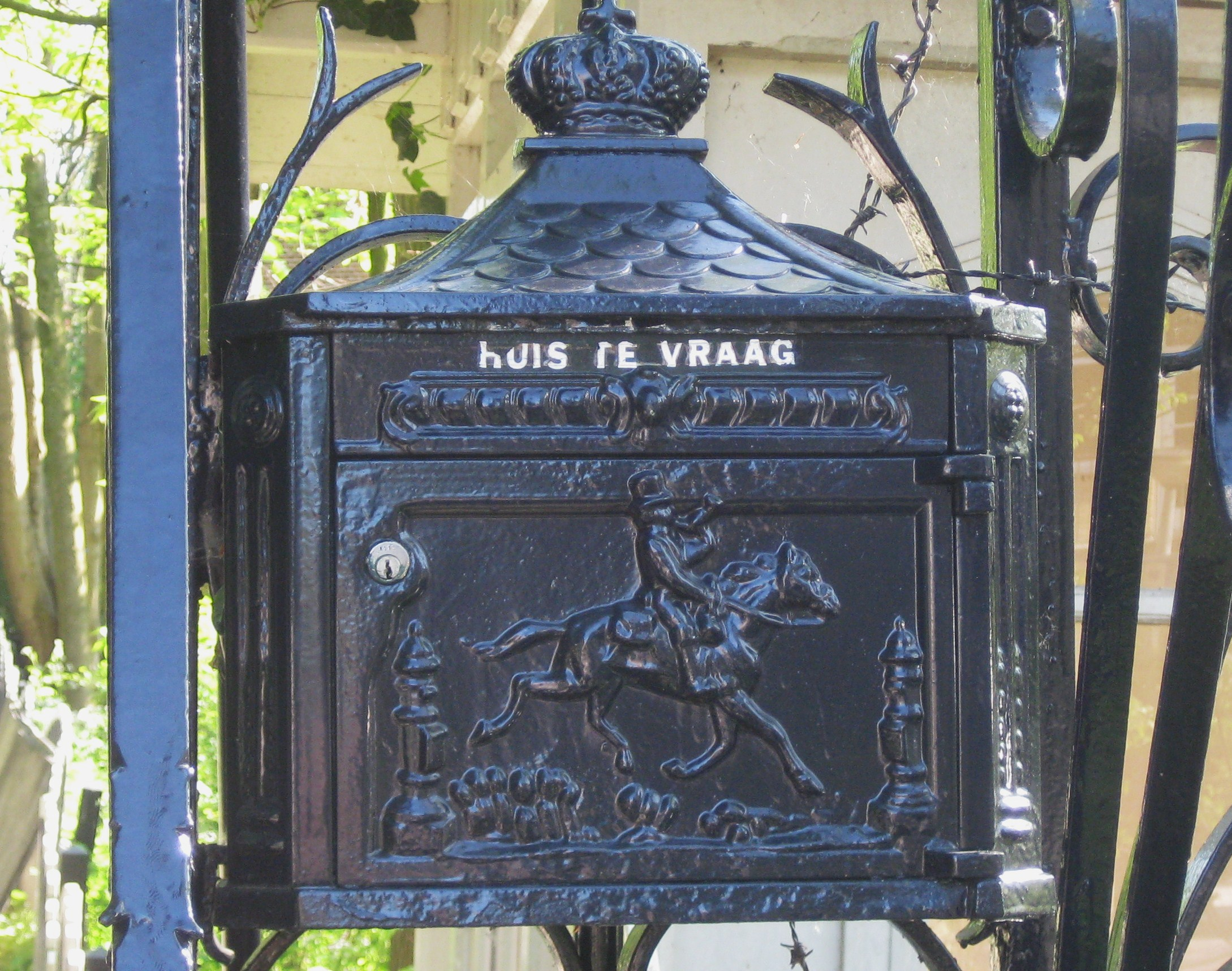
Brievenbus, onderdeel van het toegangshek van Huis te Vraag

Huis te Vraag is een "gesloten" begraafplaats, aan de Rijnsburgstraat (voorheen Sloterweg), te Amsterdam die sinds 1991 wordt beheerd door het stadsdeel Zuid.

## Geschiedenis
Oorspronkelijk zou hier een boerenhofstede hebben gestaan. Maximiliaan van Oostenrijk zou hier in 1489 de weg naar Amsterdam hebben gevraagd, wat de naam zou verklaren. In 1632 wordt het Huis ter Vraech voor het eerst officieel genoemd. In de 17e en 18e eeuw was er een landhuis en een katoendrukkerij gevestigd. Aan het eind van de 18e eeuw was dit in verval geraakt. Bij een brand raakte het landhuis zwaar beschadigd. Het werd opnieuw opgebouwd maar werd in 1890 gesloopt voor de aanleg van een scheepswerf en een café. Op deze plek staat sinds de jaren zestig Kantoorgebouw 'De Schinkel'.
In 1890 kocht de timmerman Pieter Oosterhuis het terrein naast het vroegere landhuis dat destijds nog in de gemeente Sloten lag. In 1891 werd het terrein met zand ongeveer twee meter opgehoogd, waarna het werd ingericht als particuliere protestantse begraafplaats van de Nederlands Hervormde Kerk.
Door de annexatie van Sloten door Amsterdam kwam de begraafplaats per 1 januari 1921 binnen het grondgebied van de gemeente Amsterdam te liggen. De gemeente weigerde in 1962 uitbreiding van de begraafplaats, kocht het gebied van 2,5 hectare aan, en sloot de begraafplaats. Er zouden toen ongeveer 12 duizend overledenen begraven zijn (volgens sommige bronnen 15.000). Het "gesloten" zijn betekent niet dat er geen bezoekers mogen komen, maar dat er geen nieuwe graven kunnen bij komen.
Vanaf 1987 werd het gebied beheerd door de Nieuwe Oosterbegraafplaats, vanaf januari 1991 door stadsdeel Amsterdam-Zuid (in 1998 ging het merendeel van Zuid op in een groter Stadsdeel Oud-Zuid, in 2010 ging dit weer op in een nog groter Stadsdeel Zuid).
De begraafplaats zou aanvankelijk in 1992 (kunnen) worden geruimd, maar door de nieuwe Wet op de lijkbezorging van 1991 moest de periode van grafrust worden verlengd tot 2012.
Sinds 1987 woonden beeldend kunstenaar Leon van der Heijden en zijn vrouw Willemijn als beheerders en hoveniers in de voormalige aula van de begraafplaats. Zij hebben het verwaarloosde terrein opgeknapt.
Leon is in 2020 overleden, en ook zijn vrouw woont er niet meer. Het onderhoud geschiedt nu door twee tuinvrouwen en een aantal vrijwilligers onder auspiciën van de Dienst Groenvoorziening.
De filmmaakster Barbara den Uyl filmde hier in 1990 de begrafenisscene van haar film In naam der wet over Hans Kok. Later maakte zij hier de documentaire De klimop rouwt nog steeds (2007).
Op 18 februari 2008 verzocht een groep burgers de stadsdeelraad om Huis te Vraag en (vier) arbeiderswoningen aan het nabijgelegen Spijtellaantje aan te wijzen tot beschermd stadsgezicht. De raad besloot de verzoekers niet-ontvankelijk te verklaren. Op 28 augustus 2009 werd de begraafplaats toch tot gemeentelijk monument benoemd vanwege haar cultuurhistorische waarde. Een voorstel in de deelraad Amsterdam-Zuid in 2013 om het te verkopen, werd in een deelraadsvergadering mede daardoor weggestemd; als tweede reden werd opgevoerd, dat de begraafplaats door de buurtbewoners als "parkje" wordt gebruikt.

## Hendrik van Teylingen
De dichter Hendrik van Teylingen schreef een bundel met 37 sonnetten over Huis te Vraag. Op de begraafplaats staat een grafsteen met daarin gegraveerd een door Van Teylingen geschreven gedicht over dit kerkhof. Na zijn overlijden hebben zijn kinderen, zijn familie en Krishna-toegewijden zijn urn bij het monument begraven. Omdat op Huis te Vraag sinds 1962 geen begrafenissen meer mogen plaatsvinden, moest dit illegaal geschieden.

## Literatuur

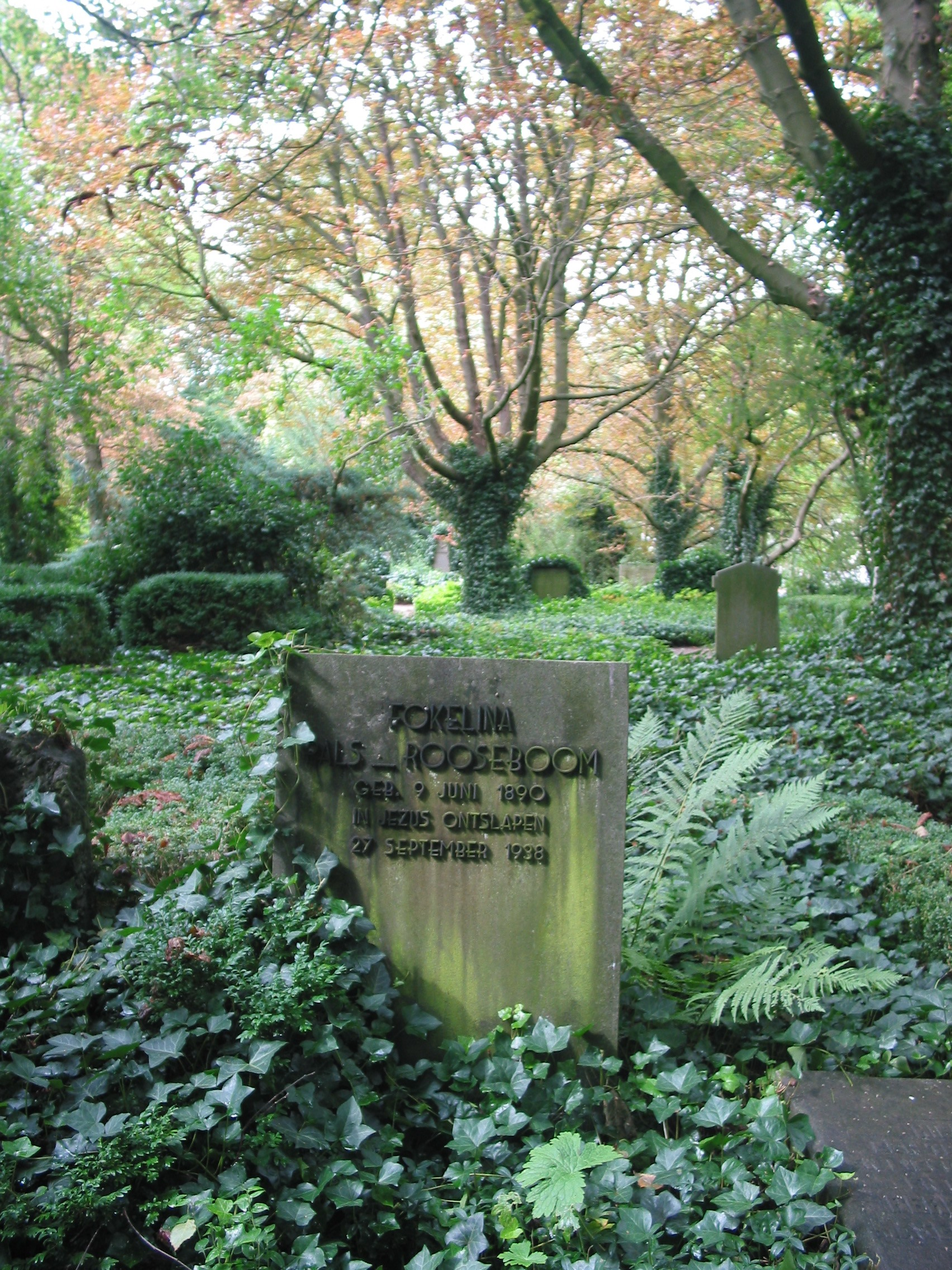
Grafmonument op Huis te Vraag